# Bolívar Modualdo Guedes
Bolívar Modualdo Guedes ou simplesmente Bolívar (Porto Alegre, 21 de dezembro de 1954) é um ex-futebolista brasileiro que atuava como zagueiro. Atuou também como ponta e lateral-esquerdo.

## Carreira
Bolívar se criou no futebol nas categorias de base do Avenida de Santa Cruz do Sul.
No início da década de 70 foi levado ao Grêmio, aonde despontou para o futebol, permanecendo até 1976 e depois transferindo-se para a Portuguesa. Na Portuguesa, atuou com o ídolo Luso Enéas.
Em 1980, começa a sua gloriosa história na Inter de Limeira aonde, atuando como zagueiro e sendo o capitão do time, conquistou o título mais importante do clube, o Campeonato Paulista de 1986. Com tamanha identificação como time de Limeira, por lá, é conhecido como o Xerife de Limeira.
Passou ainda pelo Aimoré, Bragantino, Guarani-VA, Bandeirante e Avenida, aonde pendurou as chuteiras aos 37 anos de idade.
Bolívar ainda atuou nas categorias de base da Seleção Brasileira quando foi Bicampeão do Torneio de Cannes na França em 1972 e 1973. Mas seu grande momento foi quando defendeu a Seleção Olímpica do Brasil nas Olimpíadas de Munique em 1972.

## Títulos
Inter de Limeira
- Campeonato Paulista: 1986[2]

Bragantino
- Campeão Paulista da Segunda Divisão: 1986

Seleção Brasileira
- Campeão do Torneio de Cannes (França): 1972 e 1973

## Curiosidade
Bolívar é pai do atleta profissional Fabian Guedes que é zagueiro, também conhecido pelo mesmo nome do pai. O Bolívar filho possui títulos importantes como os Campeonatos Gaúchos de 2004, 2005 e 2009, Copa Libertadores da América de 2006 e 2010 e Copa Sul-americana de 2008, todos conquistado atuando pelo Internacional, arqui-rival do Grêmio aonde o seu pai se destacou como jogador.